# 21262 Kanba
21262 Kanba este un asteroid din centura principală de asteroizi.

## Descriere
21262 Kanba este un asteroid din centura principală de asteroizi. A fost descoperit pe 24 aprilie 1996 la Yatsuka de Robert H. McNaught și Hiroshi Abe (astronom). Asteroidul prezintă o orbită caracterizată de o semiaxă mare de 3,14 ua, o excentricitate de 0,24 și o înclinație de 8,4° în raport cu ecliptica.